# Morpho peleides
Morpho peleides – gatunek motyla dziennego z rodziny rusałkowatych (Nymphalidae). Występuje w lasach równikowych charakteryzujących się wysokim poziomem wilgoci, na terenie Ameryki Łacińskiej – od Meksyku przez Amerykę Centralną po Amerykę Południową – na południu po Paragwaj.
Takson ten bywa przez niektórych autorów włączany do Morpho helenor. Wyróżnia się kilkanaście podgatunków Morpho peleides.
Rozpiętość ich skrzydeł sięga od ponad 7 do 20 cm. Skrzydła od strony grzbietowej charakteryzują się błękitną barwą, natomiast część brzuszna występuje w kolorze ciemnobrązowym, dzięki czemu motyl w locie tworzy iluzję znikania, co pozwala zdezorientować polującego na owada drapieżnika.
Morpho peleides żyje średnio 115 dni, podczas których większość czasu spędza w formie larwy – imago żyje tylko około dwóch tygodni. Gąsienice tego osobnika pożywiają się roślinami z rodziny bobowatych (np. grochem, fasolą), natomiast dorosłe motyle żerują na gnijących owocach, rozkładających się zwierzętach, grzybach, a nawet mokrym błocie.